# Mayo-Banyo
Mayo-Banyo ist ein Départementder Region Adamaua in Kamerun.
Auf einer Fläche von 8520 km² leben nach der Volkszählung 2001 134.902 Einwohner. Der Hauptort ist Banyo.

## Gemeinden
- Bankim
- Banyo
- Mayo-Darlé